# Flip Stapper
Flip Stapper (Amsterdam, 23 november 1944 – Graft, 4 november 2021) was een Nederlands voetballer. Stapper kwam achtereenvolgens uit voor Blauw Wit, SC Heracles, FC Twente en AZ '67.

## Loopbaan
Rechtshalf Stapper debuteerde in 1963 bij Blauw Wit. Met deze ploeg degradeerde hij in 1964 naar de Eerste divisie. Vanaf 1965 kwam hij na een transfer naar SC Heracles weer uit op het hoogste Nederlandse niveau, maar ook met deze club degradeerde Stapper naar de Eerste divisie. Bij de start van seizoen 1968/69 werd hij door Heracles op non-actief gesteld omdat hij het met de club niet eens kon worden over een nieuw contract. Stapper stond in de belangstelling van PSV, AZ'67 en FC Twente, maar een transfer ketste af op de vergoedingssom van 150.000 gulden die Heracles voor hem vroeg. In december 1968 kwam het alsnog tot een overgang naar FC Twente.
Bij FC Twente kwam Stapper in een half jaar tot zes wedstrijden in de competitie, waarvan drie in de basis. Hij zou betrokken zijn geweest bij een conflict met trainer Kees Rijvers tijdens een trainingskamp in de winterstop. Met Dick van Dijk, Epi Drost en Henk Houwaart zou hij de gelegenheid te baat hebben genomen om 's nachts uit te gaan. Jaren later zei hij daarover: "Nu zeg ik dat ik domme dingen heb gedaan, waarvoor ik trainer Rijvers ook mijn excuus heb gemaakt. Tja, ik vond andere dingen weleens belangrijker dan presteren." FC Twente liep dat seizoen het kampioenschap mis nadat van de laatste zeven wedstrijden er zes verloren gingen. Aan het einde van het seizoen vertrokken zowel Van Dijk, Houwaart als Stapper bij FC Twente. Stapper verkaste naar AZ '67.
In 1974 beëindigde hij zijn actieve loopbaan en stapte over naar het amateurvoetbal. Stapper was een oudere broer van Hans Stapper, die eveneens uitkwam voor Blauw Wit en Heracles en vanwege een blessure in 1969 zijn loopbaan moest beëindigen.
Flip Stapper leed de laatste jaren van zijn leven aan de ziekte van Kahler. Hij overleed in 2021 op 76-jarige leeftijd.